# Hermes 900
Pour les articles homonymes, voir Hermès (homonymie).
Le Hermes 900 kochav est un drone de reconnaissance stratégique de taille moyenne de type stratégique du constructeur aéronautique israélien Elbit Systems. Il a effectué son 1er vol le 9 décembre 2009 et est entré en service en 2012.

## Description
Le Hermes 900 est un drone MALE (moyenne altitude, longue endurance), il peut voler pendant 30–36 heures pour des missions de reconnaissance, de surveillance et de relais de communications. Son plafond opérationnel est de 9 100 m avec une charge utile de 350 kg. Il est alimenté par un moteur Rotax 914 de 115 ch qui actionne une hélice située sur la queue de l'appareil. Ce moteur lui permet d'atteindre une vitesse de croisière de 112 km/h. 
Le drone est piloté depuis une station au sol qui nécessite deux opérateurs. Cette station permet aussi de contrôler les drones Hermes 450. Le Hermes 900 utilise un canal de communication par satellite intégré fournissant une liaison au-delà de la portée visuelle vers la station au sol de commande et de contrôle universels (UGCS), permettant à l'avion de fonctionner sur de longues distances et de descendre à une altitude plus basse, même en terrain montagneux. Le système autonome est également pris en charge avec une gestion de mission avancée, un roulage automatique, un vol autonome et des systèmes de décollage et d'atterrissage automatiques communs à tous les drones et à la famille Hermes. Le drone offre des technologies et des applications de pointe supplémentaires telles que des systèmes électro-optiques, des désignateurs laser et des capteurs d'intelligence électronique (ELINT, COMINT).

## Utilisation

### Israël
L'Hermes 900 a été utilisé pour la première fois par Israël lors de Guerre de Gaza de 2014 en juillet. Il avait subi des vols d'essai et n'était pas prévu pour un déploiement opérationnel avant la fin de 2015, mais il a été introduit pendant l'opération pour des missions uniques qu'il pourrait effectuer mieux que l'Hermes 450. Quelques jours après avoir reçu l'ordre de déployer l'avion, un Kochav a été préparé pour une « activité temporaire ». La première mission opérationnelle de l'Hermes 900 a eu lieu le 15 juillet 2014, il était un maillon d'une chaîne d'opérations qui a finalement conduit à une attaque par avion de chasse qui a détruit des infrastructures ennemies. La maintenance de l'avion pendant l'opération a été effectuée par le personnel d'Elbit car les équipes au sol de l'Force aérienne et spatiale israélienne (sigle IAF en anglais) n'étaient pas encore qualifiées pour effectuer la maintenance, et les stations de mission avaient des représentants d'Elbit qui guidaient les opérateurs pendant les vols. Après la fin de l'opération, l'Hermes 900 est revenu à l'intégration et aux essais en vol pour terminer sa phase de tests. L'Hermes 900 a été officiellement introduit dans la gamme opérationnelle de l'IAF le 11 novembre 2015. 
En octobre 2024, le Hezbollah affirme avoir détruit un drone Hermes 900 israélien sur le territoire libanais.

## Utilisateurs

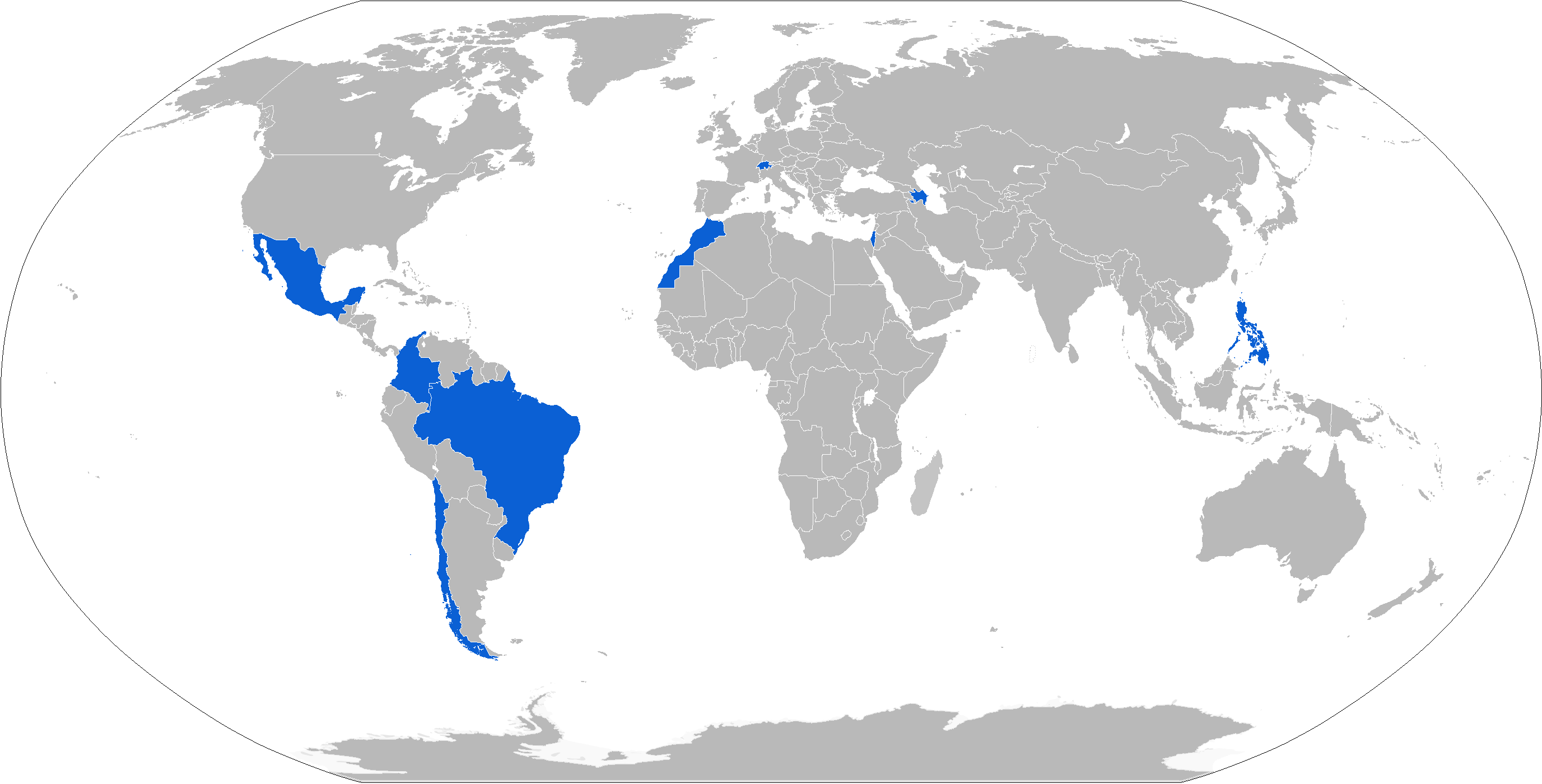
Carte des utilisateurs d'Elbit Hermes 900 en bleu.

- Brésil : 1 Hermes 900, commandé en 2014 avec les Hermes 450, lors la coupe du monde de football.
- Chili : 3 Hermes 900, opérés par la force aérienne.
- Colombie : 1 Hermes 900, commandé avec des Hermes 450.
- Inde : Drishti 10[8][réf. non conforme].
- Israël : appelé Kochav (étoile)
- Maroc : 5 Hermes 900, opérés par la force aérienne Royal Marocaine.[réf. nécessaire]
- Mexique : 2 Hermes 900, opérés par la police fédérale.
- Philippines : 3[9]  ou 9 Hermes 900, opérés par la Force aérienne philippine
- Singapour : 12 Hermes 900
- Suisse : 6 Hermes 900 StarLiner (ADS 15), commandés en juin 2014, après avoir remporté le marché face au IAI Heron, pour remplacer 15 RUAG Ranger UAV (ADS 95). Ils devaient être livrés dès 2019[10],[11], mais ne seront finalement pleinement opérationnels qu'en 2029 en raison de nombreux problèmes techniques rencontrés[12],[13].
- Thaïlande : 7 Hermes 900, deux stations de contrôle, une mobile et une fixe pour la marine thaïlandaise commandés en juin 2022 pour 120 millions de dollars.
- Union européenne : En novembre 2018, l'Agence européenne pour la sécurité maritime (AESM) a commandé l'Hermes 900 pour des missions de patrouille maritime[14].

## Galerie d'images

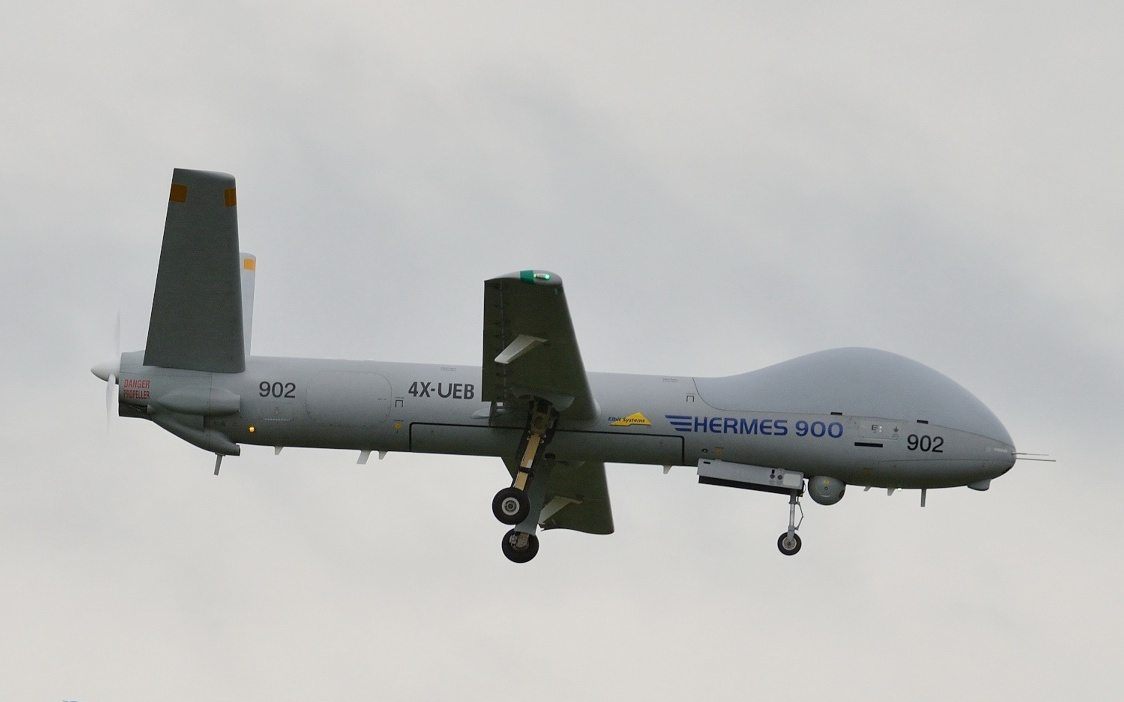
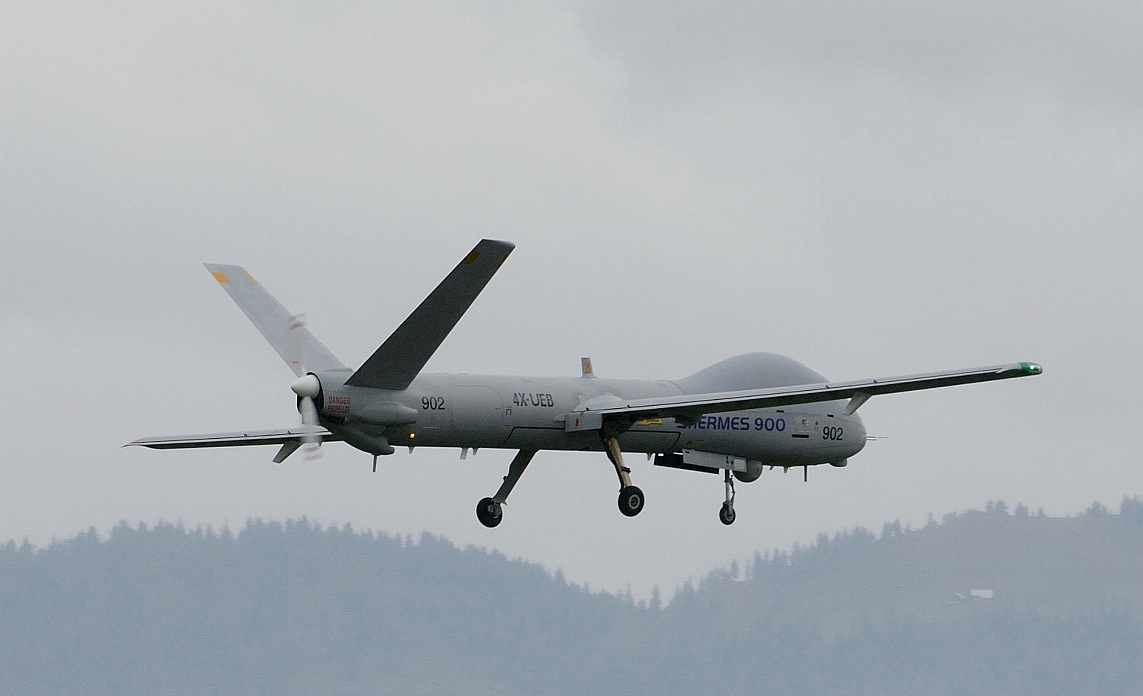
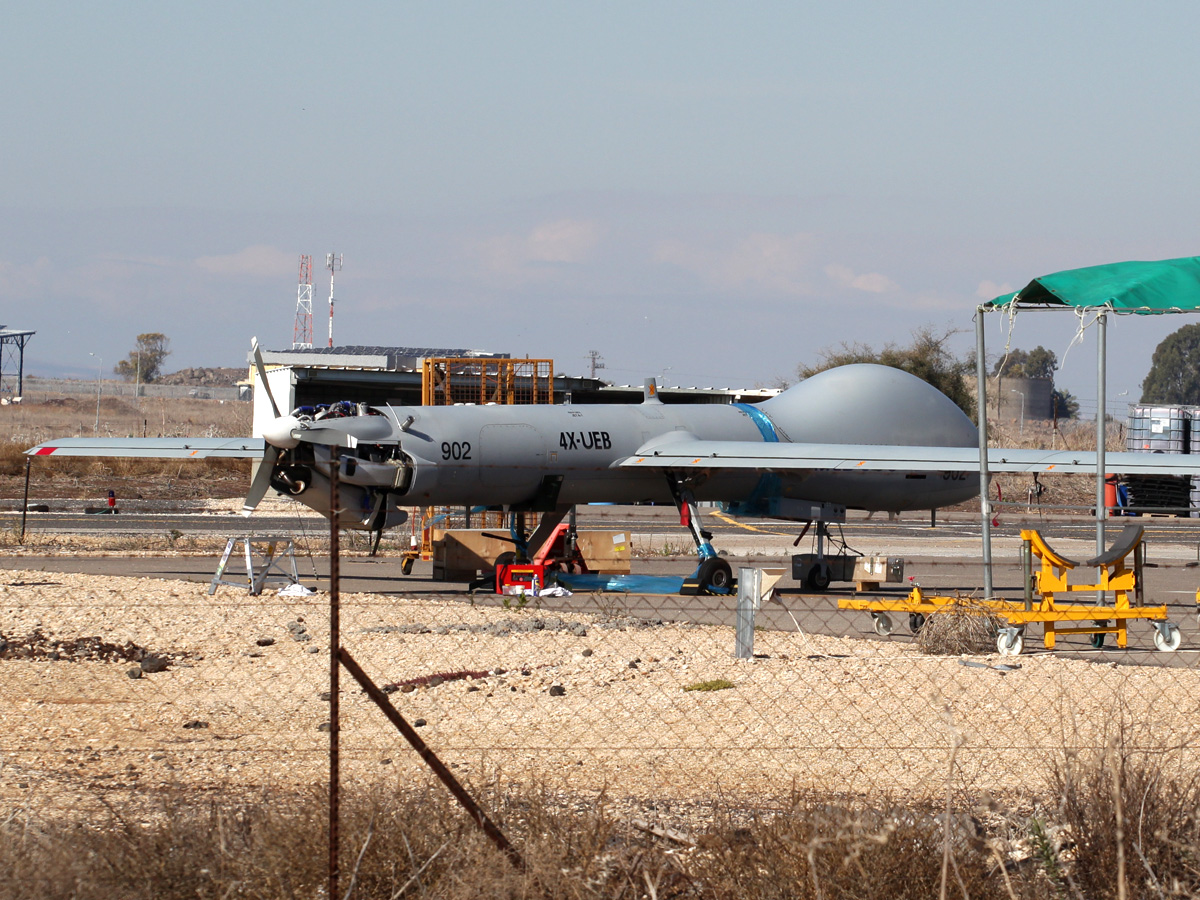
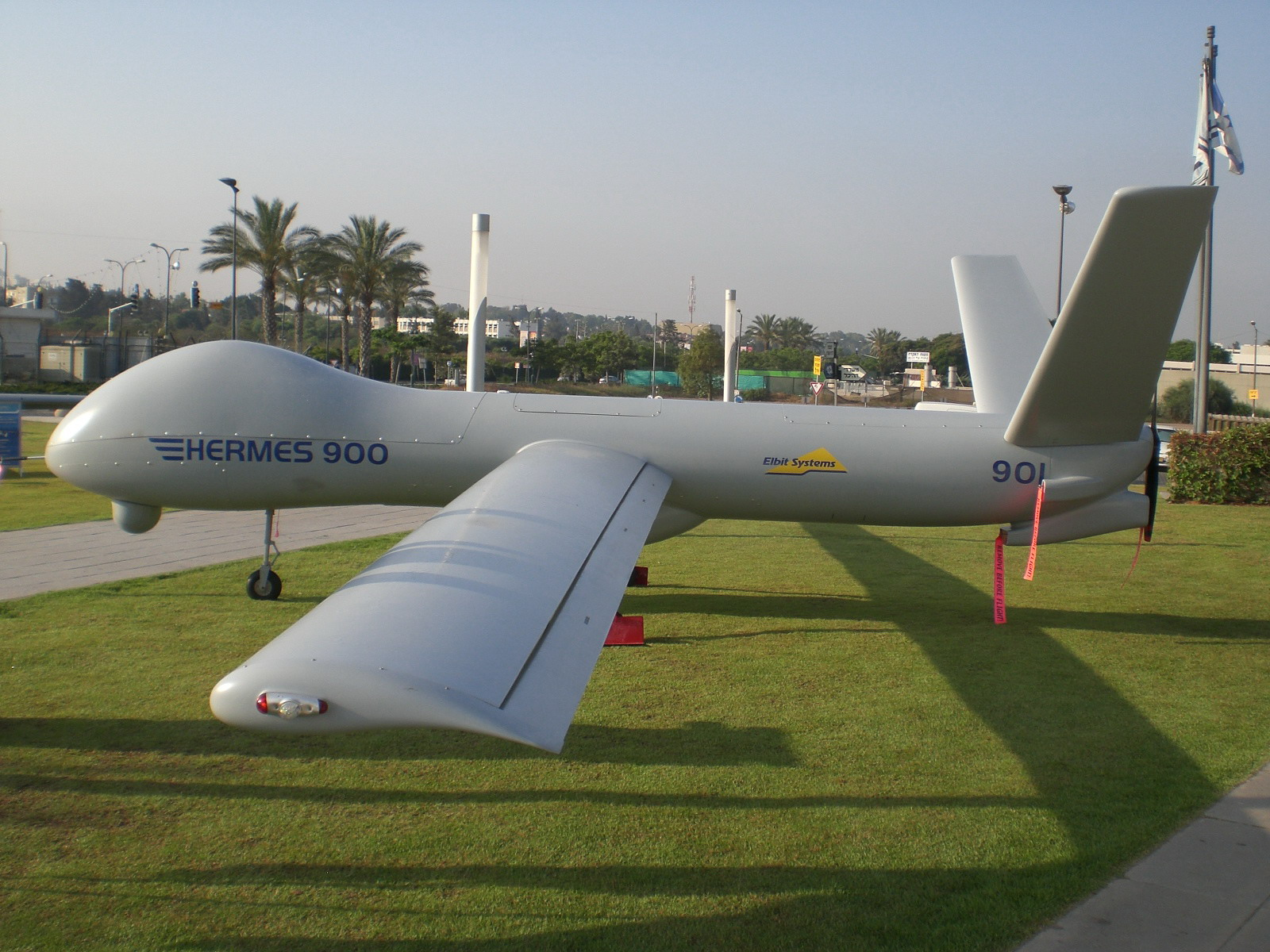